# サッサーノ
サッサーノ（伊: Sassano）は、イタリア共和国カンパニア州サレルノ県にある、人口約4,900人の基礎自治体（コムーネ）。

## 地理

### 位置・広がり

#### 隣接コムーネ
隣接するコムーネは以下の通り。
- ブオナビターコロ
- モンテ・サン・ジャーコモ
- パドゥーラ
- サーラ・コンシリーナ
- サンツァ
- テッジャーノ

## 行政

### 分離集落
サッサーノには、以下の分離集落（フラツィオーネ）がある。
- Caiazzano, Peglio, San Rocco, Santa Maria, Silla, Varco Notar Ercole